# Rakhshan
Der Rakhshan ist ein etwa 270 km langer rechter Nebenfluss des Mashkel in der Provinz Belutschistan im Südwesten von Pakistan.

## Flusslauf
Der Rakhshan entspringt im Osten der Hügelkette Zangi Lak auf einer Höhe von etwa 1620 m. Er fließt in westsüdwestlicher Richtung. Bei Nag, bei Flusskilometer 223, durchschneidet der Rakhshan einen Bergkamm in nordwestlicher Richtung. Anschließend fließt er erneut in westsüdwestlicher Richtung. Er durchfließt ein breites Tal, welches das Siahan-Gebirge im Norden vom Zentralen Makrangebirge im Süden trennt. Er passiert bei Flusskilometer 95 die Distrikthauptstadt Panjgur. Unterhalb von Panjgur fließt der Rakhshan nach Westen. Bei Flusskilometer 34 trifft der Gwargo von Süden kommend auf den Rakhshan. Dieser wendet sich unmittelbar danach in Richtung Nordnordwest und durchschneidet einen Höhenkamm. Bei Flusskilometer 22, nahe der Siedlung Washap, durchschneidet der Rakhshan erneut einen in Ost-West-Richtung streichenden Gebirgskamm. In der Folge durchschneidet er noch zwei weniger markante Höhenkämme, bevor er auf den von Westen kommenden Mashkel trifft. Der Rakhshan durchfließt eine aride, wüstenhafte Berglandschaft. Er führt nur zeitweise Wasser. Zudem wird ein Teil des Flusswassers zur Bewässerung nahegelegener Agrarflächen abgeleitet.